# Abbot (hố)
Abbot là một hố Mặt Trăng nhỏ (hố va chạm) nằm ở vùng gồ ghề giữa biển Mare Fecunditatis ở phía nam và phía tây, và biển Mare Crisium ở phía bắc. Nó là một hố hình tròn với hình dạng chiếc cốc ở phần bên trong. Tường bên trong xuống dốc đến điểm giữa, và không có biểu hiện của sự va chạm cũng như dấu vết quan trọng ở phần bên trong hoặc vành hố.
Abbot được đặt tên theo sau nhà vật lý thiên văn người Mỹ Charles Greeley Abbot. Hố được đặt tên trước đây là Apollonius K trước khi bị thay đổi tên bởi IAU. Hố Apollonius nằm ở phía đông của hố Abbot.